# Никодим Святогорец
Никоди́м Святого́рец (греч. Νικόδημος ο Αγιορείτης, до пострига Никола́ос Калливу́рдзис, греч. Νικόλαος Καλιβούρτζης; 1749, Наксос — 1 июля 1809, Афон) — афонский монах, богослов, толкователь Канонов православной церкви, автор толкований к «Пидалиону»; почитается как святой в лике преподобных. Память совершается в Православной церкви 14 июля (по юлианскому календарю).

## Жизнеописание
Родился в 1749 году в Греции на острове Наксосе от благонравных родителей Антония и Анастасии Калливурцис; при крещении получил имя Николай. Образование получил в городе Смирне, где он изучал богословие, а также древний греческий, латинский, французский и итальянский языки. В 1770 году вернулся на Наксос, где стал секретарём митрополита Анфима. В возрасте 26 лет пришёл на Афон, где в монастыре Дионисиат принял постриг с именем Никодим.
После двух лет пребывания в монастыре Никодим по поручению митрополита Коринфского Макария начал подготовку издания рукописи «Добротолюбие», составленной из некоторых рукописей обнаруженных в 1777 году в Ватопедском монастыре. Сразу по окончании работы над «Добротолюбием» он редактирует и готовит издание классического сборника духовных поучений XI века «Евергетин» и книги «О постоянном Божественном Причащении» (совместно с митрополитом Макарием). Это стало началом его литературно-богословской деятельности. Из Дионисиата Никодим перешёл к некоему старцу-колливаду Арсению Пелопоннесскому в монастырь Пантократор, где посвятил себя молитве и изучению Священного писания и трудов святых отцов. Некоторое время он провёл со своим старцем на острове Скиропула, где по просьбе своего двоюродного брата, епископа Еврипиского Иерофея, написал руководство «О хранении пяти чувств, воображения, ума и сердца». В 1783 году, вернувшись на Афон, Никодим принял схиму и ушёл в затвор, в котором пробыл 6 лет. Затвор был оставлен после того как Никодиму было поручено митрополитом Макарием, вновь посетившем Афон, редактирование трудов Симеона Нового Богослова. После этого до своей смерти Никодим занимался литературно-богословской работой. Скончался 1 июля 1809 года, был погребён в келье Скуртеев в Карее.
Канонизирован в 1955 году указом патриарха Константинопольского Афинагора, мощи Никодима (глава) хранятся на Афоне.

## Литературная деятельность
- «Φιλοκαλία των ιερών Νηπτικών συνερανισθείσα παρά των αγίων και θεοφόρων πατέρων ημών. εν η διά της κατά την πράξιν και θεωρίαν ηθικής φιλοσοφίας ο νους καθαίρεται, φωτίζεται, και τελειούται», εκδ.Βενετία, 1782  Архивная копия от 14 марта 2017 на Wayback Machine(«Добротолюбие»)
- «Ευεργετινός, ήτοι Συναγωγή των θεοφθόγγων ρημάτων και διδασκαλιών των Θεοφόρων και Αγίων Πατέρων Архивная копия от 21 января 2018 на Wayback Machine», εκδ.Βενετία, 1783 Архивная копия от 21 января 2018 на Wayback Machine («Евергетин Архивная копия от 28 марта 2019 на Wayback Machine»)
- «Περί συνεχοῦς Θείας Μεταλήψεως Архивная копия от 16 декабря 2014 на Wayback Machine», εκδ.Βενετία, 1783 Архивная копия от 16 декабря 2014 на Wayback Machine («Книга душеполезнейшая о непрестанном причащении Святых Христовых Тайн Архивная копия от 28 марта 2019 на Wayback Machine»  Архивная копия от 28 марта 2019 на Wayback Machine).
- «Νέον Εκλόγιον» 1803 Архивная копия от 30 мая 2013 на Wayback Machine
- «Νέον Μαρτυρολόγιον» 1799 (на илл.)
- «Συναξαριστής των Δώδεκα μηνών του ενιαυτού», 1805—1807, στην Ι.Μ.Παντοκράτορος , εκδ.Βενετία, 1819 Архивная копия от 31 декабря 2014 на Wayback Machine
- «Увещевательное руководство. О хранении пяти чувств, воображения, ума и сердца». — Вена, 1801.
- предисловие к «Добротолюбию»;
- «Ο Αόρατος Πόλεμος» Архивная копия от 2 января 2015 на Wayback Machine — переработанный перевод сочинения Лоренцо Скуполи «Il combattimento spirituale» («Брань духовная»); в русском переводе, выполненном Феофаном Затворником — «Невидимая брань»;
- «Учение об исповеди» со «Словом о покаянии»;
- «Благонравие христиан» Архивная копия от 18 января 2021 на Wayback Machine;
- «Венец Приснодевы» (собрание из 62 канонов Богородице, собранное из афонских рукописей);
- подготовка нового издания «Пидалиона» — греческой «Кормчей книги»;
- агиографические сочинения: «Новый избор житий святых» и «Новый Синаксарь» в 3-х томах;
- толкование правил семи Вселенских соборов;
- «Εορτοδρόμιον Ερμηνεία των Ασματικών Κανόνων των Δεσποτικών και Θεομητορικών Εορτών» 1806 στο ίδιο μέρος , εκδ.στη Βενετία 1836 («Еортодромион или изъяснение песенных канонов, которые поются накануне Господских и Богородичных праздников».) Архивная копия от 8 декабря 2017 на Wayback Machine
- гимнографические сочинения: канон в честь иконы Божией Матери «Скоропослушницы», «Служба Преподобным и Богоносным отцем, во Афоне постнически просиявшим», акафист апостолам Петру и Павлу, акафист архангелам Михаилу и Гавриилу, «Икосы Господу нашему Иисусу Христу».
- «Новая Лествица, или толкование 75-ти степенных песней Октоиха», толкование пасхального канона.